# Ammoniumvätekarbonat
Ammoniumvätekarbonat (gammalt namn: ammoniumbikarbonat) eller hjorthornssalt, NH4HCO3 är ett av kolsyrans ammoniumsalter. Är i rent tillstånd ett vitt pulver med doft av ammoniak.

## Egenskaper
Vid upphettning och vid kontakt med syror sönderdelas ammoniumvätekarbonat till koldioxid, vatten och ammoniak:
{\displaystyle {\rm {NH_{4}HCO_{3}(s)\rightarrow NH_{3}(g)+CO_{2}(g)+H_{2}O(g)}}}

## Användning
Ammoniumvätekarbonat används liksom natriumvätekarbonat bland annat inom matlagning som ett jäsmedel vid bakning, främst vid bakning av mindre och tunnare bakverk som till exempel småkakor, då större kakor tenderar att få en bismak av ammoniak om ammoniumvätekarbonat används som jäsmedel.
På grund av dess tydliga doft av ammoniak har ammoniumvätekarbonat även använts som luktsalt.
Ammoniumvätekarbonat är ett godkänt tillsatsmedel i mat och har E-nummer E 503.